# الوار (شهر)
شهر الوار (به انگلیسی: Alwar) با جمعیت ۳۰۷٫۵۴۶ نفر در ایالت راجستان در کشور هند واقع شده‌است.